# Cable de Categoría 7

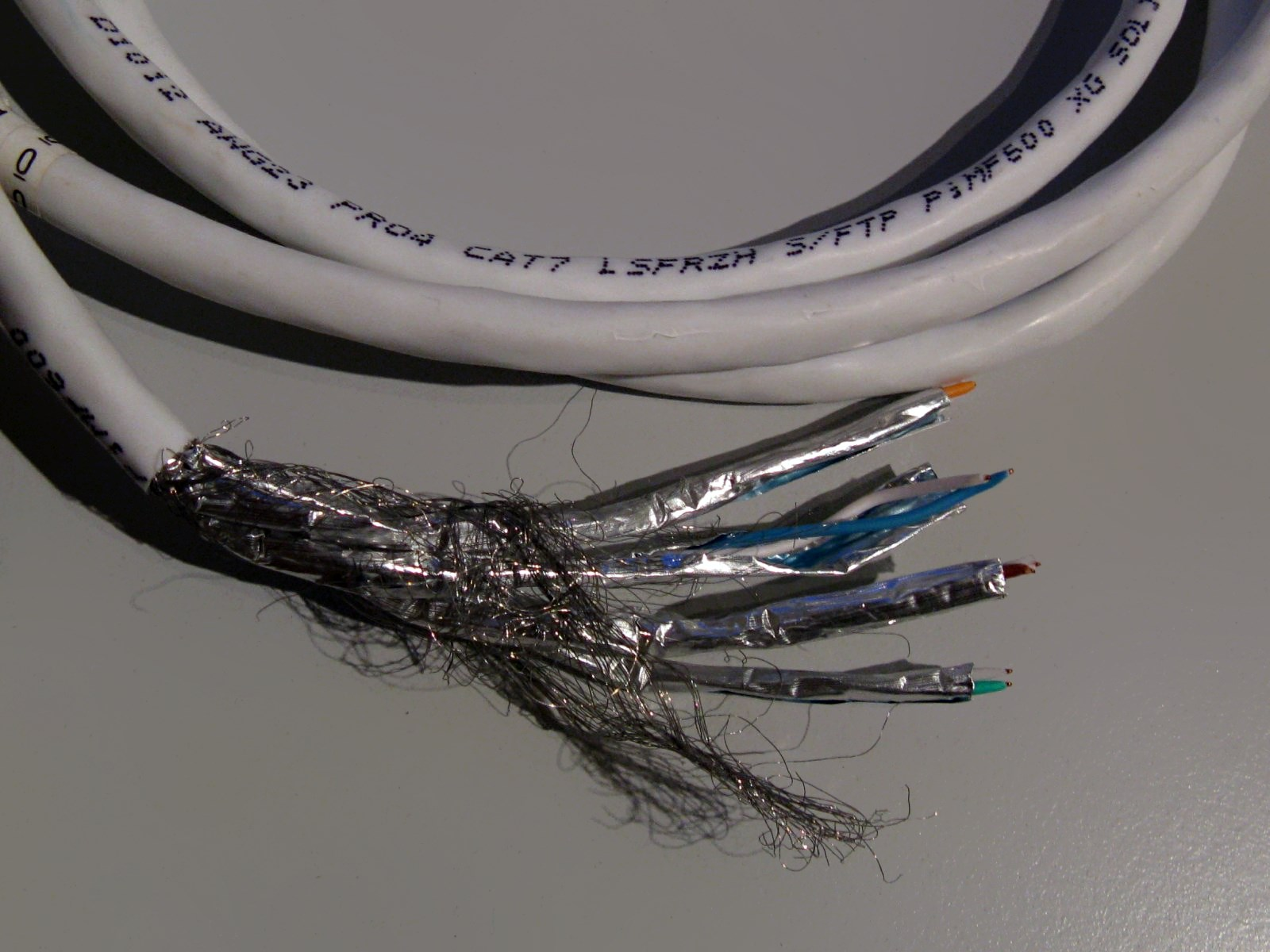
Cable de Categoría 7 con forro LSZH.

El Cable de Categoría 7, o Cat 7 (ISO/IEC 11801:2002 categoría7/claseF) es un estándar de cable para redes y otras tecnologías de interconexión.
El estándar Cat 7 fue ideado para permitir 10 Gigabit Ethernet sobre 100 metros con cableado de cobre, pero más tarde se estandarizó Cat 6 y Cat 6A para 10 Gigabit Ethernet. El cable contiene, como los estándares anteriores, 4 pares trenzados de cobre. Cat 7 puede ser terminado tanto con un conector eléctrico GG-45,(GigaGate-45) como con un conector TERA. Cuando se combina con éstos, el Cat 7 puede transmitir frecuencias de hasta 600 MHz.

## Características
Características técnicas:
- Conductor: hilo de cobre desnudo, 23 AWG
- Aislamiento: SFS PO, 1.43 mm
- Cantidad de hilos: 8
- Cantidad de pares: 4
- Color de los pares trenzados:

- blanco - azul
- blanco - naranja
- blanco - verde
- blanco - marrón
- Cada par está envuelto en una lámina de aluminio-poliéster (lámina de aluminio por fuera) que cubre el 100% del revestimiento del par trenzado
- 4 pares trenzados 23 AWG dispuestos alrededor del alambre de drenaje
- Pantalla exterior: revestimiento trenzado de cobre estañado, que cubre el 55% del revestimiento del cable
- Material del forro: LSZH (refractario, de baja emisión de humo, no contiene halógenos)
- Diámetro exterior del cable: 8.4 mm
- Peso del cable: 61 kg/km
- Temperatura de almacenaje: -30 °C - +70 °C
- Temperatura de instalación: -5 °C - +50 °C
- El cable está en conformidad con el estándar de protección contra incendios: UL VW-1, IEC 60332-1
- Radio mínimo de curvatura: 10xØ durante la instalación, 8xØ en régimen operativo
- Esfuerzo durante el tendido del cable: 130 N máximo durante la instalación[1]

Características eléctricas:
| Frecuencia, MHz | Atenuación del par, dB/100m | Pérdidas NEXT, dB | RL, dB |
| --------------- | --------------------------- | ----------------- | ------ |
| 4               | 3.6                         | 85                | 24     |
| 10              | 5.8                         | 85                | 27     |
| 16              | 7.4                         | 85                | 27     |
| 20              | 8.3                         | 85                | 27     |
| 31.25           | 10.4                        | 85                | 25     |
| 62.5            | 14.6                        | 85                | 23     |
| 100             | 18.4                        | 85                | 23     |
| 200             | 26.2                        | 83                | 20     |
| 300             | 32.1                        | 80                | 20     |
| 600             | 49                          | 80                | 20     |

| Resistencia máxima del conductor en temperatura de 20 °C          | 80.0 Ohms/km        |
| Desequilibrio de la resistencia                                   | 2% máximo           |
| Resistencia en frecuencia de 1-600 MHz                            | 100±15 Ohms         |
| Impedancia total de transmisión en frecuencia de 1-10 MHz         | 5 mOhms/m máximo    |
| Capacidad de desequilibrio en frecuencia de 1 kHz                 | 1.2 pF/m máximo     |
| Tensión máxima                                                    | 60 V RMS            |
| Estabilidad dieléctrica                                           | 700 V/1min          |
| Resistencia del aislamiento en temperatura 20 °C                  | 152 MOhms*km mínimo |
| Velocidad de propagación                                          | 79-80%              |
| Retraso máximo de propagación en frecuencia de 1 MHz              | 5.3 ns/m            |
| Retraso máximo de propagación en frecuencia de 10 MHz             | 5.0 ns/m            |
| Retraso máximo de propagación en frecuencia de 100-600 MHz        | 6.0 ns/m            |
| Sesgo máximo de retraso de propagación en frecuencia de 1-600 MHz | 15 ns/100m          |